# Mycetophila paraconifera
Mycetophila paraconifera är en tvåvingeart som beskrevs av Duret 1985. Mycetophila paraconifera ingår i släktet Mycetophila och familjen svampmyggor. Inga underarter finns listade i Catalogue of Life.